# 定符号二次形式
数学において実ベクトル空間 V 上で定義された二次形式 Q が定符号（ていふごう、英: definite）であるとは、V の任意の非零ベクトルに対して Q が同じ符号をもつことを言う。定符号二次形式は、至る所正となるか、または至る所負となるかに従ってさらに、正の定符号（positive definite; 正値、正定値）または負の定符号（negative definite; 負値、負定値）に分けられる。
半定符号 (semidefinite) 二次形式も、至る所「正」および「負」としていたところを、至る所「負でない」および「正でない」に置き換えて、それぞれ半正定値（positive semi-definite; 正半定値）と半負定値（negative semi-definite; 負半定値）と定義される。正の値も負の値も取るような二次形式は不定符号 (indefinite; 不定値) であると言う。
より一般に、二次形式の定符号性を順序体上のベクトル空間において考えることもできる。

## 同伴対称双線型形式
ベクトル空間 V 上の二次形式の全体と、同じ空間上の対称双線型形式の全体との間には、一対一の対応が存在する。ゆえに対称双線型形式に対しても、対応する二次形式を考えることにより、定符号性や半定符号性などを考えることができる。二次形式 Q とそれに同伴する対称双線型形式 B との間には
{\displaystyle {\begin{aligned}Q(x)&=B(x,x)\\B(x,y)&=B(y,x)={\frac {Q(x+y)-Q(x)-Q(y)}{2}}\end{aligned}}}
なる関係が成り立つ。

## 例
例えば V = ℝ2 で二次形式
{\displaystyle Q(x)=c_{1}{x_{1}}^{2}+c_{2}{x_{2}}^{2}\quad (x=(x_{1},x_{2}),\,c_{1},c_{2}\in \mathbb {R} )}
を考える。
- c1 > 0 かつ c2 > 0 のとき、この二次形式 Q は正値である。
- 係数の一方が正で他方が零のとき Q は半正値になる。
- c1 > 0 かつ c2 < 0 とすれば Q は不定符号になる。